# ダンスール・ノーブル
ダンスール・ノーブル（仏：danseur noble）は、クラシック・バレエやロマンティック・バレエなどの古典バレエの舞台において、主役級のバレリーナのパートナーを務める男性舞踊手を指す用語である。しばしば主役級のバレリーナを指す「プリマ・バレリーナ」に対して、男性の主役級舞踊手を指す用語として使われる。

## 定義
ダンスール（danseur）は男性舞踊手を意味するフランス語で、女性の場合は「ダンスーズ」（danseurse）という。この用語は英語圏ではあまり用いられなくなっているが、ダンサーのタイプを指す用語としてはよく使われている。
ノーブル（noble）には「高貴な」「貴重な」などの意味があり、ピョートル・チャイコフスキーの3大バレエ（『白鳥の湖』、『眠れる森の美女』、『くるみ割り人形』）の王子役や『ジゼル』のアルブレヒトのような貴族役を踊る男性舞踊手が定義される。ダンスール・ノーブルには王子や貴族などの役柄を演じることができる気品と端正な容貌、踊りにおいてはパートナーを巧みにサポートする力量が求められる。ダンスール・ノーブルという用語は、しばしば主役級のバレリーナを指す「プリマ・バレリーナ」に対して、男性の主役級舞踊手を指す用語として使われる。
なお、民族舞踊や国王と王妃、道化役のような芝居とマイムで見せる個性の強い脇役を踊る舞踊手についてはダンスール・キャラクテール（仏：danseur caractère、女性の場合はダンスーズ・キャラクテール danseurse caractère）、または単にキャラクテール（カラクテール、仏：caractère）と呼ぶ。ドゥミ・キャラクテール（またはドミ・キャラクテール、仏：demi‐caractère）は、古典バレエの典型的なバレリーナ役またはダンスール・ノーブルが踊る役よりも、さらに性格付けがはっきりとした役を踊る舞踊手およびその踊りを指す用語である。『ドン・キホーテ』の主役、キトリとバジルはこの典型である。